# Liste der Monuments historiques in Vérines
Die Liste der Monuments historiques in Vérines führt die Monuments historiques in der französischen Gemeinde Vérines auf.

## Liste der Objekte
Zum Verständnis siehe: Kirchenausstattung
| Bezeichnung             | Beschreibung                                        | Standort                                              | Kennzeichnung | Schutzstatus | Datum | Bild |
| ----------------------- | --------------------------------------------------- | ----------------------------------------------------- | ------------- | ------------ | ----- | ---- |
| Skulptur Jungfrau Maria | Stein, 17. oder 18. Jahrhundert                     | außen an der Kirche Notre-Dame de l’Assomption (Lage) | PM17001014    | Inscrit      | 1978  |      |
| Gemälde Taufe Jesu      | Öl auf Leinwand, vermutlich aus dem 18. Jahrhundert | in der Kirche Notre-Dame de l’Assomption (Lage)       | PM17001015    | Inscrit      | 1978  |      |